# Мату-Гросу-ду-Сул
Мату-Гросу-ду-Сул (порт. Mato Grosso do Sul) — штат Бразилії, який входить до складу Центрально-західного регіону. Це шостий за площею (357 тис. км²), та 21-й за населенням (2,7 млн мешканців) штат Бразилії. Межує із штатами Гояс, Мінас-Жерайс, Мату-Гросу, Парана і Сан-Паулу, крім того з Парагваєм та з Болівією. Столиця та найбільше місто штату — Кампу-Ґранді.
Назва штату означає «Південний товстий ліс», вона отримана від північного сусіда, штату Мату-Ґросу, від якого штат Мату-Ґросу-ду-Сул був відділений у 1970-х роках. Інколи його називають просто Мату-Гросу, через що уряд розглядає можливість зміни назви штату на «Пантанал» за назвою географічної області, яка займає значну частину території штату. Скорочена назва штату «MS».

## Географія і клімат

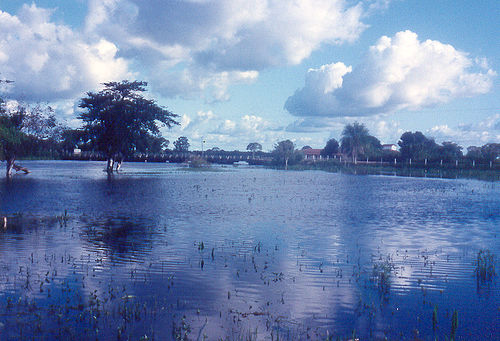
Типовий Пантанал

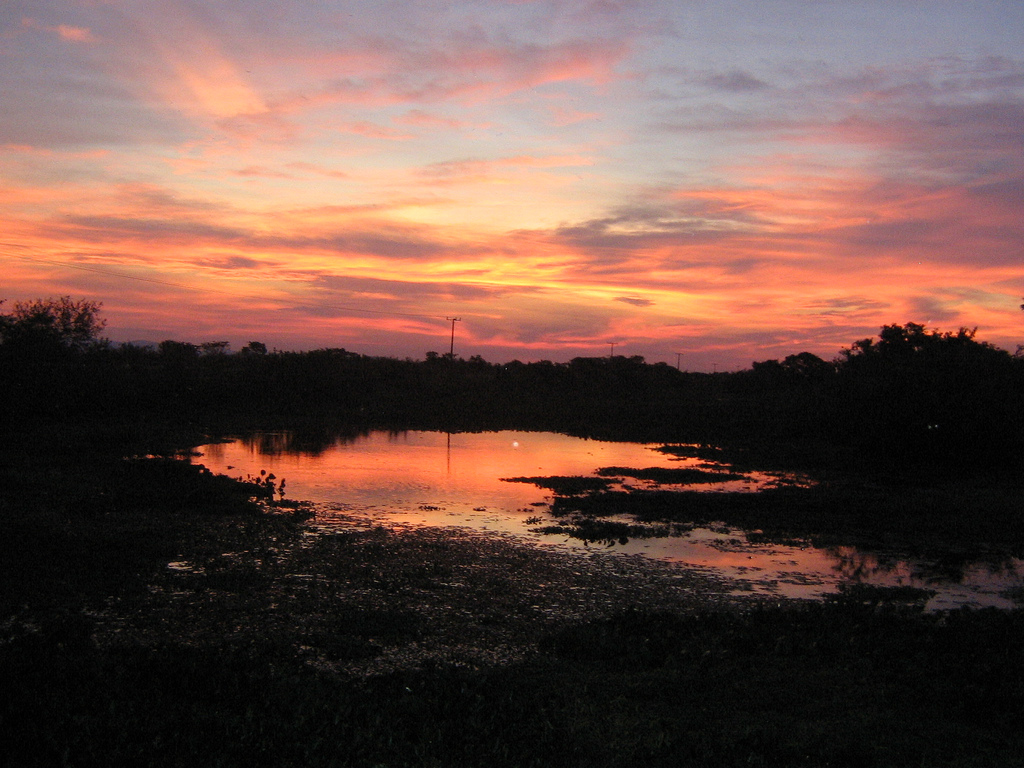
Захід сонця в Пантаналі.

Мату-Гросу-ду-Сул має вологий субтропічний і тропічний клімат. Річний обсяг опадів становить 1500 мм. Січень — найтепліший місяць із середнім максимумом 34 °C і мінімумом 24 °C і численними дощами, а в липні з'являється холодна температура з середнім максимумом 25 °C і мінімумом 15 °C і сонячною погодою.
Мату-Гросу-ду-Сул знаходиться в західній Бразилії, регіон в основному зайнятий внутрішніми болотами Пантанали. Найвище місце знаходиться на висоті 1065 метрів і називається Морро-Гранде. По штату проходять численні притоки річки Парана.
Пейзаж Серрадо характеризується широким утворенням савани. Серрадо включає в себе різні типи рослинності. Гірські пасовища розташовані на великих висотах і мезофільних лісах на більш родючих ґрунтах. Дерева в Серрадо мають характерні гіллясті стовбури, вкриті товстою корою і листям, які, як правило, широкі і жорсткі. Багато трав'янистих рослин мають велике коріння для зберігання води і поживних речовин. Товста кора і коріння рослини слугують захистом від періодичних пожеж, які руйнують краєвид Серрадо. Товста кора і коріння рослини здатні захистити рослини від знищення і зробити їх здатними до проростання після пожежі.

## Історія
Штат Мату-Гросу-ду-Сул був створений в 1977 році шляхом поділу штату Мату-Гросу. Його статус як штату увійшов в повну силу через два роки — 1 січня 1979.

## Адміністративний устрій
Адміністративно штат розділений на 4 мезорегіони і 11 мікрорегіонів. У штаті — 79 муніципалітетів.

## Економіка
Економіка штату значною мірою орієнтована на сільське господарство і скотарство. Сектор послуг є найбільшим компонентом ВВП (46,1 %), далі йде промисловий сектор (22,7 %). Сільське господарство дає 31,2 % від ВВП (2004). Мату-Гросу-ду-Сул експортує сою (34,9 %), свинину і курятину (20,9 %), яловичину (13,7 %), руду (8 %), шкіру (7,4 %), деревину (5,1 %) (2002). Частка в бразильській економіці: 1 % (2005).

## Туризм і відпочинок

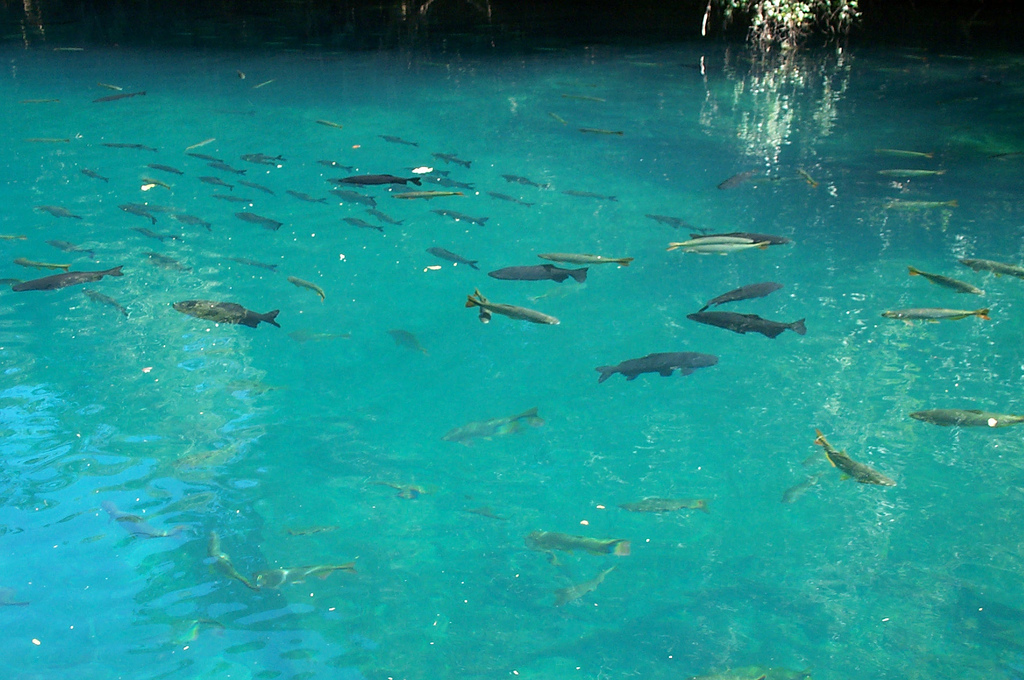
Ріо-да-Прата

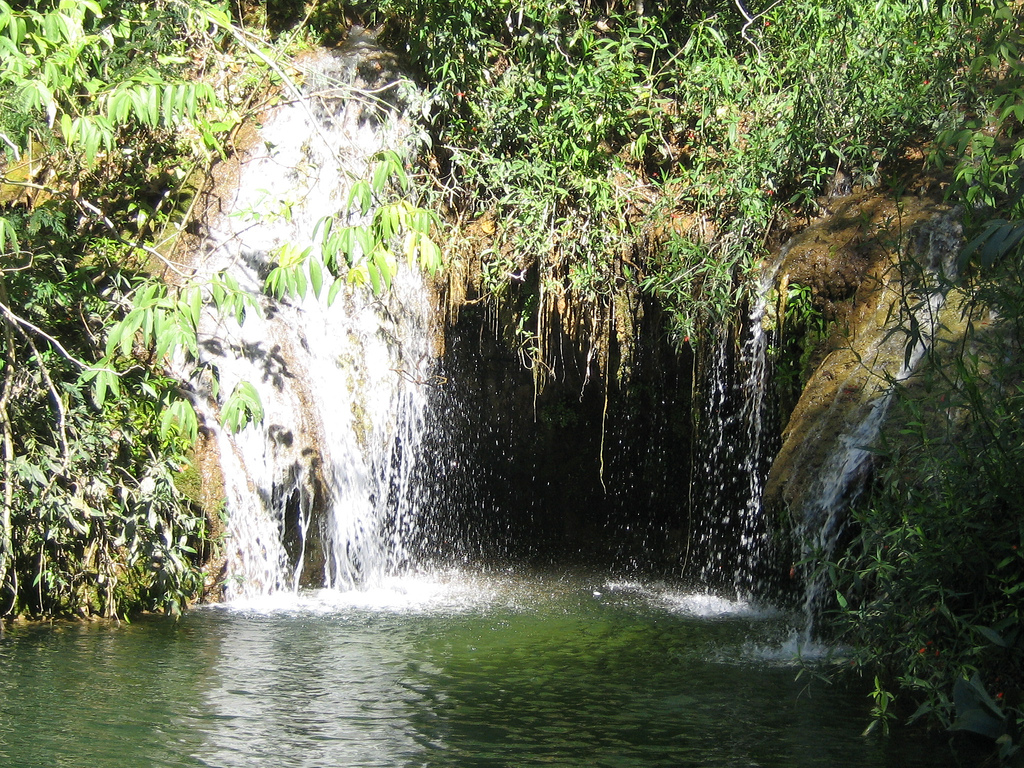
Водоспад в Боніто

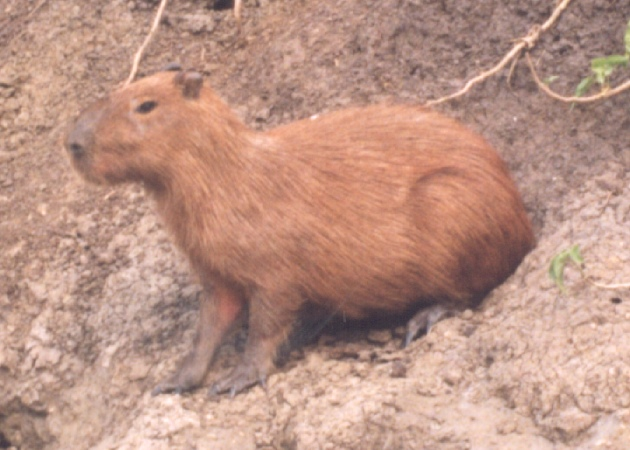
Капібара в Пантаналі

Штат також славиться своєю природною красою і основним місцем для внутрішнього і зовнішнього туризму. Низовини Пантанали покривають 12 муніципалітетів і являють собою величезну різноманітність флори і фауни, лісів, природних мілин, саван з відкритими пасовищами, полів і чагарників.
Місто Боніто, на горі Бодокена, має доісторичні печери, природні річки, водоспади, басейни і печери Блакитне Озеро. Велика концентрація вапна в ґрунті в районі, де знаходиться Боніто відповідає за прозорість води і наявність широкого кола геологічних формацій. Найкращий спосіб оцінити місцеві природні особливості — пригодницькі тури. До найпопулярніших видів діяльності належать занурення в печери, спостереження за підводною фауною і гуляння по лісі.
Пантанал по праву є екологічним раєм в центрі Бразилії. Це найбільша затоплена низовина на планеті, і третій найбільший екологічний заповідник у світі. Його екологічне значення величезне, оскільки він є домом для однієї з найбагатших екосистем коли-небудь виявлених нині. Він показує найбільшу концентрацію неотропічної фауни, в тому числі деяких зникаючих видів — ссавців, рептилій і риб. Південний Пантанал також є середовищем існування для величезного розмаїття місцевих птахів, а також місцем для міграції з інших районів Північної і Південної Америки. Пантанал є одним з найкращих місць у Бразилії для флори і фауни, спостереження і рибаловлі. Риболовля дозволяється тільки з березня по жовтень. Південний Пантанал має загальну площу 230 000 км², охоплюючи 12 селищ у штатах Мату-Гросу і Мату-Гросу-ду-Сул. Пантанал настільки різноманітний, що дослідники розділили його на субрегіони. Кожен «Пантанал» — Південний і Північний — має свої природні особливості, види діяльності і свій час для відвідування.

## Інфраструктура

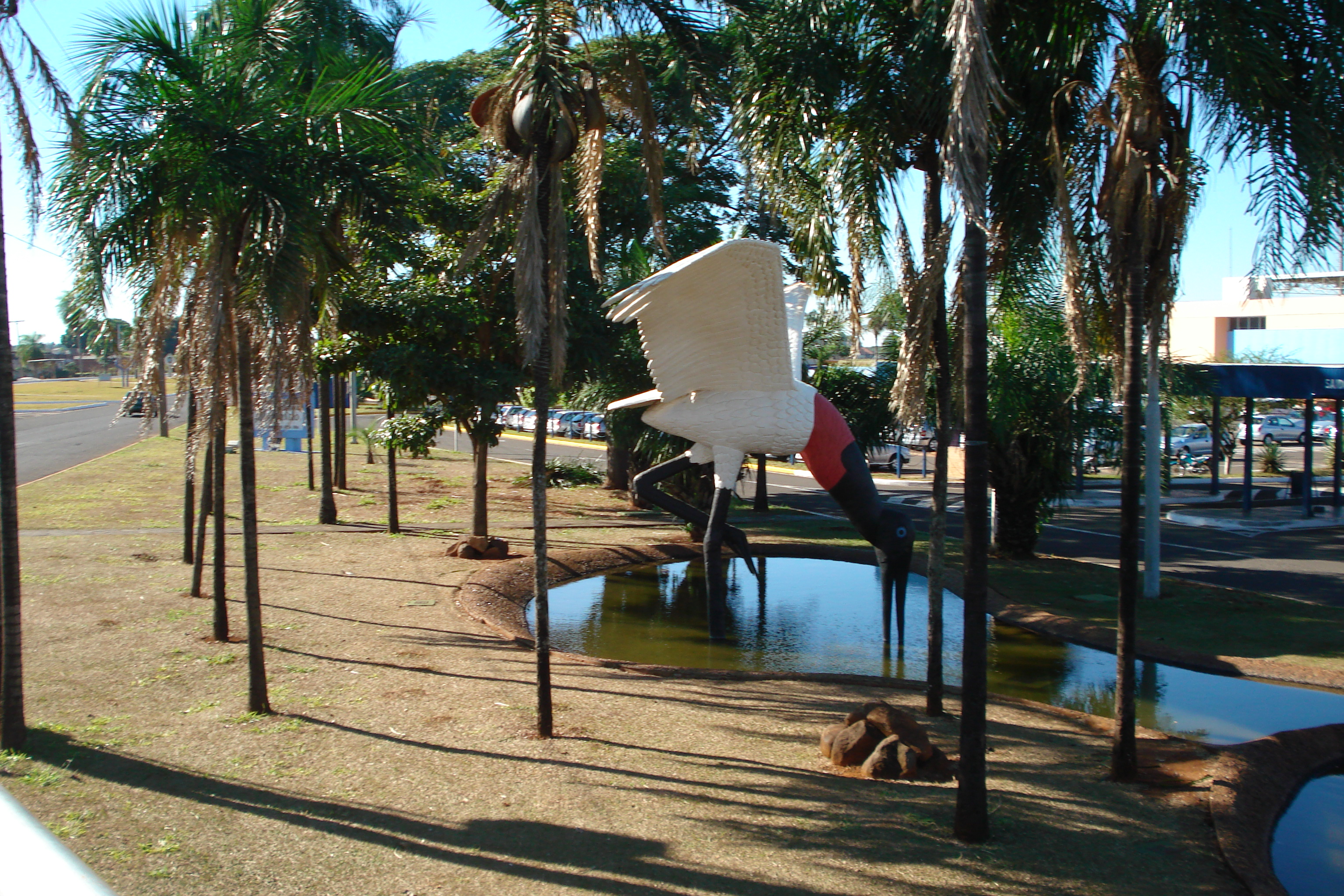
Міжнародний аеропорт Кампу-Гранді

### Аеропорти

#### Міжнародні аеропорти
- Кампу-Гранді. Операції міжнародного аеропорту Кампу-Гранді відбуваються разом з повітряною базою Кампу-Гранді. Аеропорт має дві злітно-посадочні смуги. Будівництво основної злітно-посадочної смуги, зробленої з бетону, почалося в 1950 році і було закінчено в 1953 році. Пасажирський термінал був закінчений у 1964 році. Аеропорт знаходиться під управлінням Infraero з 1975 року.
- Корумба. Міжнародний аеропорт Корумба знаходиться всього в 3 км від центру міста. Він був відкритий 21 вересня 1960 на ювілей міста. Побудований на земельній ділянці площею 290 га й розташований на висоті 140 метрів над рівнем моря, він має злітно-посадочну смугу з асфальту. Міжнародний аеропорт Корумба знаходиться під управлінням Infraero з лютого 1975 року.
- Понта Поран. Міжнародний аеропорт Понта Пора також знаходиться під управлінням Infraero.

#### Інші аеропорти
- Регіональний аеропорт Дорадус
- Аеропорт Боніто

### Траси

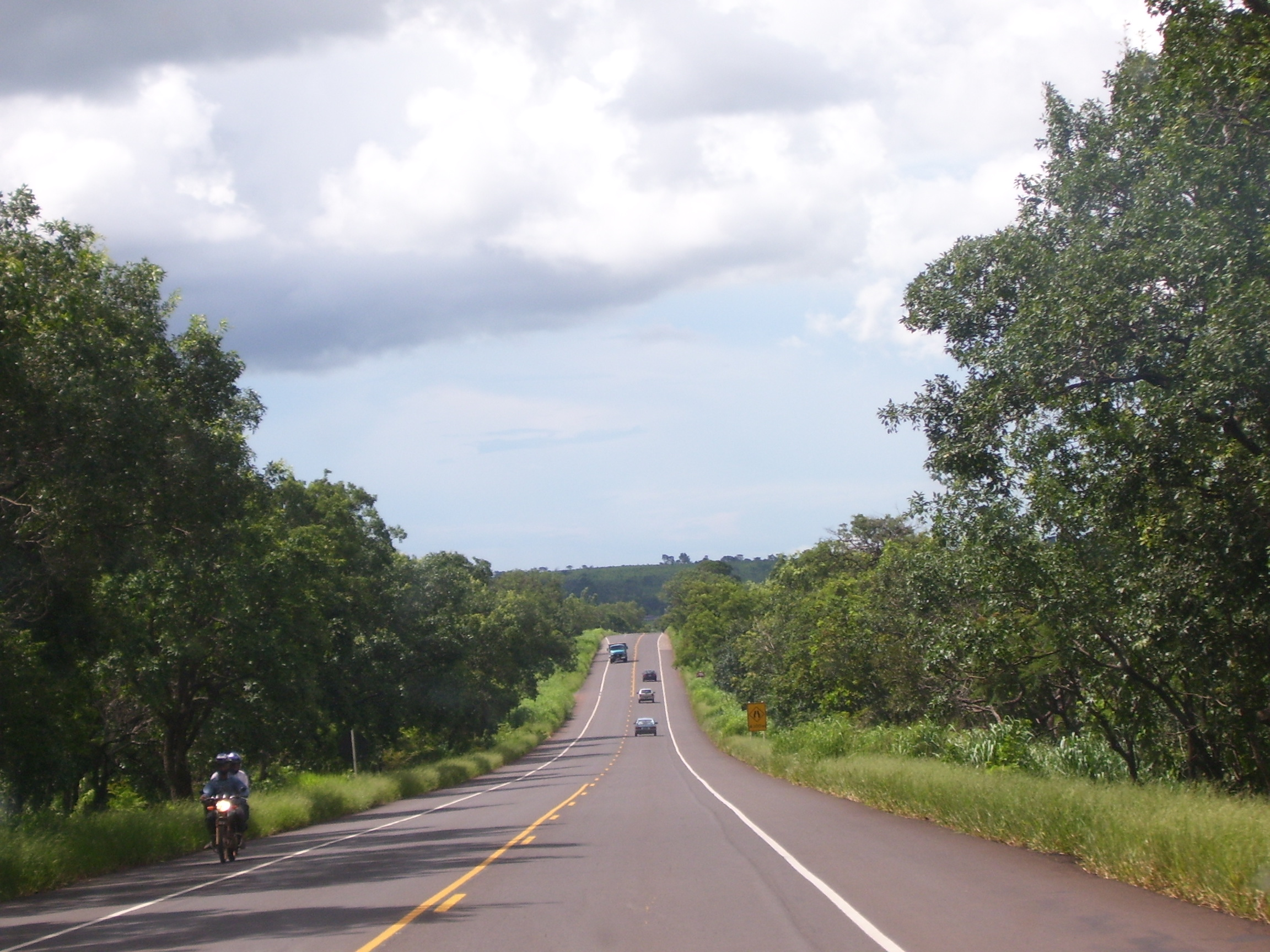
Траса BR-267 в Мату-Гросу-ду-Сул.

- BR-060
- BR-158
- BR-163
- BR-267
- BR-262
- BR-359
- BR-454
- BR-419
- BR-487

## Культура

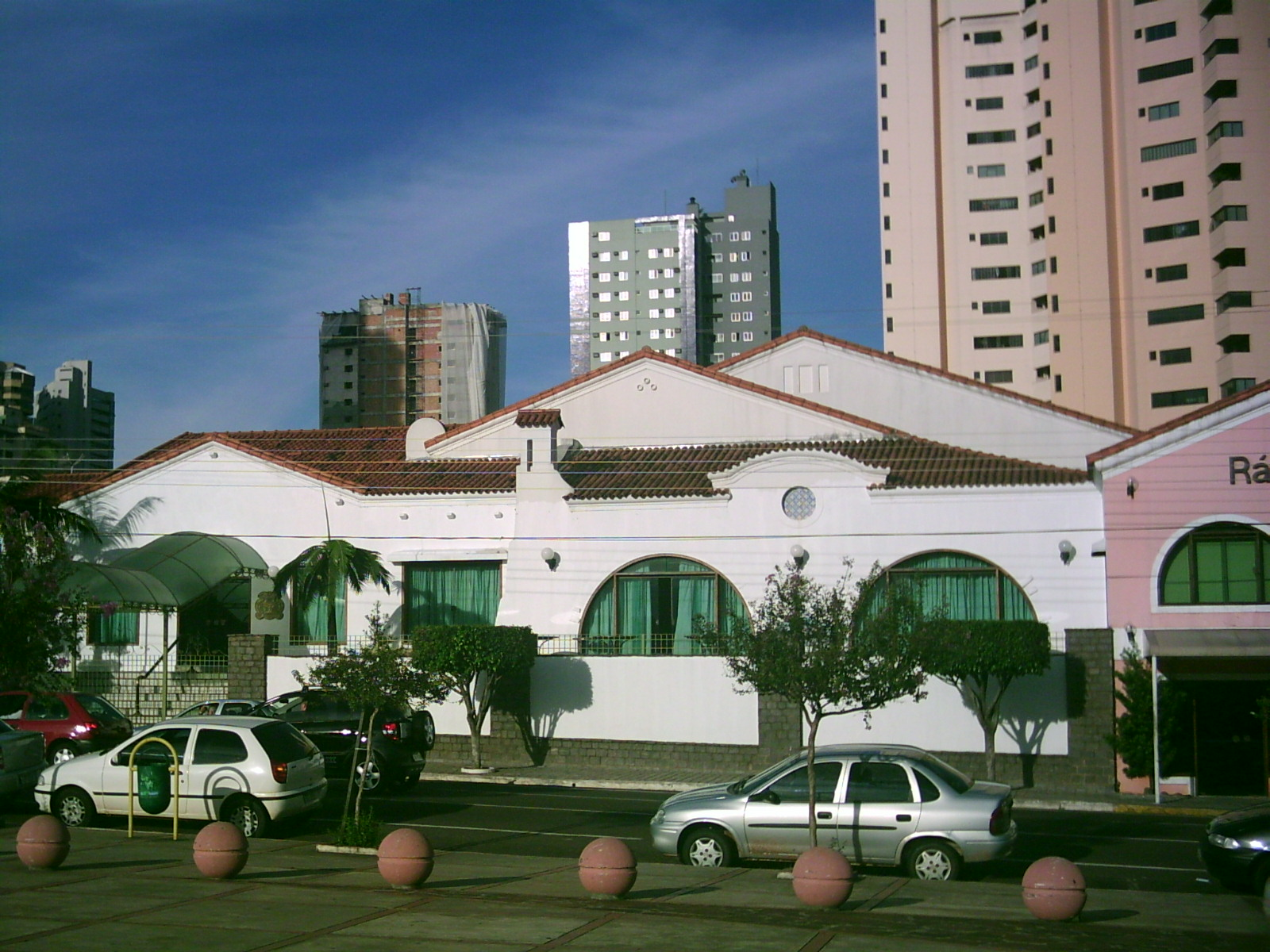
Кінофестиваль в Кампу-Гранді

### Кінофестиваль в Кампу-Гранді
Цей кінофестиваль проходить щорічно в січні і лютому. Він був організований в 2004 році й зосереджений на незалежному кінематографі, що представляє бразильські та зарубіжні фільми. У ньому також представлені регіональні та короткометражні фільми.

### Зимовий фестиваль Боніто
«Festival de Inverno de Bonito» (Зимовий фестиваль Боніто) проводиться щороку в липні та серпні протягом тижня. Він являє собою музичні вистави і відео про екологію, театр, фольклор і дрібні художні виставки.

### Пантанал Мікарета
Найбільшою подією Акідауани є Пантанал Мікарета, який приваблює тисячі туристів щороку.

## Спорт
Кампу-Гранді був одним з 18 претендентів на проведення Чемпіонату світу з футболу 2014 року в Бразилії. Він не потрапив до списку 5 міст, що вибули з кандидатів, оскільки Масейо забрав свою заявку до закінчення процесу.

## Прапор
Прапор Мату-Гросу-ду-Сул був розроблений Мауро Майклом Мунхозом. Біла смуга ділить в лівому верхньому кутку зелену і блакитну з жовтою зіркою площини. Білий колір символізує надію, зелений — натяк на багату флору держави, синій — величезне небо, а жовта зірка додає балансу, сили і спокою.
1. ↑  Mato Grosso do Sul. cidades.ibge.gov.br. Процитовано 2 листопада 2023.